# Curnovec, Brežice
Curnovec je naselje v Občini Brežice.